# Stipa mundula
Stipa mundula är en gräsart som beskrevs av John McConnell Black. Stipa mundula ingår i släktet fjädergrässläktet, och familjen gräs. Inga underarter finns listade i Catalogue of Life.